# Mauro Boselli
Pour les articles homonymes, voir Mauro Boselli (auteur) et Boselli.
Mauro Boselli, né le 22 mai 1985 à Buenos Aires, est un footballeur argentin évoluant au poste d'attaquant.

## Biographie
Mauro Boselli fait ses débuts pour Boca Juniors lors d'une défaite 2-7 contre le CA Rosario Central le 6 juillet 2003 à 18 ans. En 2005, il rejoint l'Espagne et l'équipe réserve de Málaga CF, mais l'expérience ne dure qu'une année avant qu'il revienne à Boca Juniors.
Régulièrement aligné aux côtés de Martín Palermo et Rodrigo Palacio, il décide cependant de signer à l'Estudiantes de La Plata en 2008. Dans ce dernier club, il s'impose comme un des éléments clefs, devient le meilleur buteur de la Copa Libertadores 2009 (8 buts), compétition qu'il remporte avec son club. Il y marque un but en finale.

## Palmarès
- Vainqueur de la Copa Libertadores : 2007 (Boca Juniors) et 2009 (Estudiantes de La Plata).
- Vainqueur de la Copa Sudamericana : 2004 (Boca Juniors).

## Distinction personnelle
- Meilleur buteur de la Copa Libertadores 2009 (Estudiantes de La Plata).